# Aniversario Uno (Cúcuta)
Aniversario Uno es una urbanización de la ciudad Colombiana de Cúcuta. Fue construida por El Instituto de Crédito Territorial, siendo gerente Rafael Lemus, en 1987. Se llamó Aniversario porque sus viviendas fueron entregadas en el primer año de gobierno del presidente Belisario Betancur, y la conformaban 630 viviendas. Estas casas eran humildes, por ser del programa de gobierno "viviendas sin cuota inicial". Con el tiempo casi todas cambiaron la fachada y hoy es una bonita urbanización. María Eugenia Rojas de Moreno fue la encargada de entregar la viviendas en el parque que inicialmente se denominó "Gustavo Rojas Pinilla" en honor al expresidente de Colombia.
Las calles las entregaron pavimentadas, iluminadas. El primer presidente de la Junta de Acción Comunal, fue el conocido hombre de la radio Andrés Ramírez. Los vecinos de Aniversario I pertenecen a la parroquia Nuestra Señora de Torcoroma, ubicado al frente de la urbanización. Pero la misma quedó pequeña para albergar a tantas personas, pues allí van a misa, vecinos de La Libertad, Torcoroma, San José y Aniversarios I y II.
- Datos: Q5696158